# Alexandre Gingras
Pour les articles homonymes, voir Gingras.

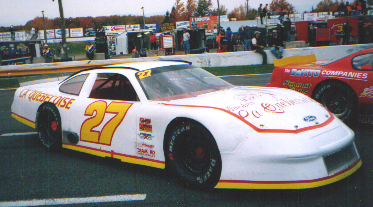
Alexandre Gingras à l'Autodrome Montmagny en 2004

Alexandre Gingras est un coureur automobile originaire de la région de Québec (Canada) principalement actif dans la série américaine PASS (Pro All Star Series). Il a commencé sa carrière dans les années 1990. Il a précédemment couru  notamment dans les séries Supreme ADL Tobacco, ACT Tour, Série nationale Castrol et Série ACT Castrol.
Champion 2008 de la Série ACT Castrol. Sa constance course après course l'a récompensé en fin de saison en remportant le championnat sans avoir gagné une seule course de l'année. Il a quitté la série en 2009 dans la controverse pour se tourner vers la série PASS.
4 victoires en Série nationale Castrol et Série ACT Castrol, la première le 24 juin 2006 à l'Autodrome St-Félicien et la dernière le 17 août 2007 à l'Autodrome Chaudière.
1 victoire dans la série ACT Tour le 18 septembre 1999 à l'Autodrome St-Félicien.
4e au classement final de la division nord de la série PASS en 2011.

## Victoires d'Alexandre Gingras en Série nationale Castrol et Série ACT Castrol
- 24 juin 2006 Autodrome St-Félicien
- 9 juin 2007 Capital City Speedway
- 24 juin 2007 Circuit Riverside Speedway Ste-Croix
- 17 août 2007 Autodrome Chaudière